# Jordan McLaughlin
Jordan McLaughlin (Pasadena, 9 aprile 1996) è un cestista statunitense.

## Statistiche

### NCAA
| Anno      | Squadra     | PG  | PT  | MP   | TC%  | 3P%  | TL%  | RP  | AP  | PRP | SP  | PP   |
| --------- | ----------- | --- | --- | ---- | ---- | ---- | ---- | --- | --- | --- | --- | ---- |
| 2014-2015 | USC Trojans | 22  | 21  | 31,6 | 35,2 | 27,2 | 65,2 | 3,0 | 4,5 | 1,5 | 0,2 | 12,1 |
| 2015-2016 | USC Trojans | 34  | 34  | 32,4 | 47,1 | 42,4 | 73,8 | 3,8 | 4,7 | 1,6 | 0,1 | 13,4 |
| 2016-2017 | USC Trojans | 36  | 36  | 34,1 | 45,9 | 40,2 | 79,8 | 3,6 | 5,5 | 1,5 | 0,1 | 12,9 |
| 2017-2018 | USC Trojans | 36  | 36  | 35,3 | 44,9 | 39,7 | 74,6 | 3,7 | 7,8 | 2,0 | 0,2 | 12,8 |
| Carriera  | Carriera    | 128 | 127 | 33,5 | 43,9 | 37,9 | 73,8 | 3,5 | 5,8 | 1,7 | 0,2 | 12,9 |

#### Massimi in carriera
- Massimo di punti: 35 vs Vanderbilt (19 novembre 2017)[1]
- Massimo di rimbalzi: 10 vs Providence (15 marzo 2017)
- Massimo di assist: 19 vs California-Santa Barbara (17 dicembre 2017)
- Massimo di palle rubate: 5 (3 volte)
- Massimo di stoppate: 2 (2 volte)
- Massimo di minuti giocati: 51 vs Colorado-Boulder (29 gennaio 2015)

### NBA

#### Regular Season
| Anno      | Squadra            | PG  | PT | MP   | TC%  | 3P%  | TL%  | RP  | AP  | PRP | SP  | PP  |
| --------- | ------------------ | --- | -- | ---- | ---- | ---- | ---- | --- | --- | --- | --- | --- |
| 2019-2020 | Minnesota T'wolves | 30  | 2  | 19,7 | 48,9 | 38,2 | 66,7 | 1,6 | 4,2 | 1,1 | 0,1 | 7,6 |
| 2020-2021 | Minnesota T'wolves | 51  | 2  | 18,4 | 41,3 | 35,9 | 76,7 | 2,1 | 3,8 | 1,0 | 0,1 | 5,0 |
| 2021-2022 | Minnesota T'wolves | 62  | 3  | 14,5 | 44,0 | 31,8 | 75,0 | 1,5 | 2,9 | 0,9 | 0,2 | 3,8 |
| 2022-2023 | Minnesota T'wolves | 43  | 0  | 15,8 | 42,1 | 30,8 | 83,3 | 1,4 | 3,4 | 0,7 | 0,1 | 3,7 |
| 2023-2024 | Minnesota T'wolves | 56  | 0  | 11,2 | 48,3 | 47,2 | 72,2 | 1,3 | 2,0 | 0,6 | 0,1 | 3,5 |
| 2024-2025 | Sacramento Kings   | 28  | 0  | 6,8  | 36,4 | 38,5 | 68,8 | 0,8 | 0,9 | 0,4 | 0,0 | 1,9 |
| 2024-2025 | San Antonio Spurs  | 18  | 0  | 6,9  | 53,6 | 45,0 | 100  | 0,5 | 1,5 | 0,3 | 0,1 | 2,5 |
| Carriera  | Carriera           | 288 | 7  | 14,1 | 44,5 | 37,3 | 74,3 | 1,4 | 2,8 | 0,8 | 0,1 | 4,1 |

#### Play-off
| Anno     | Squadra            | PG | PT | MP   | TC%  | 3P%  | TL%  | RP  | AP  | PRP | SP  | PP  |
| -------- | ------------------ | -- | -- | ---- | ---- | ---- | ---- | --- | --- | --- | --- | --- |
| 2022     | Minnesota T'wolves | 5  | 0  | 16,6 | 70,6 | 57,1 | 75,0 | 2,4 | 3,4 | 1,0 | 0,0 | 6,2 |
| 2023     | Minnesota T'wolves | 2  | 0  | 7,0  | 0,0  | 0,0  | -    | 1,0 | 1,0 | 0,0 | 0,0 | 0,0 |
| 2024     | Minnesota T'wolves | 5  | 0  | 4,8  | 33,3 | 0,0  | 0,0  | 0,8 | 0,4 | 0,0 | 0,0 | 0,8 |
| Carriera | Carriera           | 12 | 0  | 10,1 | 51,9 | 30,8 | 50,0 | 1,5 | 1,8 | 0,4 | 0,0 | 2,9 |

#### Massimi in carriera
- Massimo di punti: 24 vs Los Angeles Clippers (8 febbraio 2020)[2]
- Massimo di rimbalzi: 6 (2 volte)
- Massimo di assist: 11 (3 volte)
- Massimo di palle rubate: 6 vs Portland Trail Blazers (5 marzo 2022)
- Massimo di stoppate: 2 vs Boston Celtics (21 febbraio 2020)
- Massimo di minuti giocati: 42 vs Philadelphia 76ers (3 aprile 2021)

### NBA G-League
| Anno      | Squadra          | PG | PT | MP   | TC%  | 3P%  | TL%  | RP  | AP  | PRP | SP  | PP   |
| --------- | ---------------- | -- | -- | ---- | ---- | ---- | ---- | --- | --- | --- | --- | ---- |
| 2018-2019 | Long Island Nets | 39 | 16 | 29,1 | 42,5 | 33,5 | 78,6 | 3,2 | 4,6 | 1,6 | 0,2 | 15,0 |
| 2019-2020 | Iowa Wolves      | 23 | 23 | 31,4 | 50,0 | 34,9 | 75,0 | 4,5 | 6,3 | 2,3 | 0,3 | 16,6 |
| Carriera  | Carriera         | 62 | 39 | 30,0 | 45,3 | 34,0 | 77,5 | 3,7 | 5,2 | 1,9 | 0,2 | 15,6 |